# Geografija Danske
Danska je skandinavska država v Severni Evropi. Sestavljajo ga polotok Jutland in več otokov v Baltskem morju, ki se imenujejo danski arhipelag. Danska leži jugozahodno od Švedske in naravnost južno od Norveške ter meji na nemško državo (in nekdanjo posest) Schleswig-Holstein na jugu, na edini kopenski meji Danske, dolgi 68 kilometrov.
Danska meji na Baltsko in Severno morje vzdolž svoje 8750 km plimske obale. Splošna obala Danske je veliko krajša, 1701 km, saj ne bi vključevala večine od 1419 morskih otokov (vsak je opredeljen kot večji od 100 kvadratnih metrov površine) in 180 kilometrov dolgega Limfjorda, ki ločuje drugi največji danski otok, Severni Jutlandski otok, velik 4686 km², od ostalega Jutlanda. Nobena lokacija na Danskem ni dlje od obale kot 52 km. Površina Danske je ocenjena na 43.094 km². Vendar tega ni mogoče natančno navesti, saj ocean nenehno erodira in dodaja material obali, poleg tega pa obstajajo projekti človeške melioracije. Na jugozahodni obali Jutlanda je plima med 1 in 2 m, črta plime pa se premika navzven in navznoter na 10 km odseku. Nedavna globalna analiza daljinskega zaznavanja je pokazala, da je bilo na Danskem 607 km² plimovanja, zaradi česar je bila država na 42. mestu glede na obseg plimovanja. Danska ima izključno ekonomsko cono, ki meri 105.989 km². Če vključimo Ferske otoke in Grenlandijo, je EEZ 15. največja na svetu z 2.220.093 km².
Krog, ki obsega enako skupno površino kot Danska, bi imel premer 234 km. Danska ima 443 poimenovanih otokov (1419 otokov nad 100 m²), od katerih jih je 72 naseljenih (od 1. januarja 2007, danska statistika). Največja otoka sta Zelandija (Sjælland) in Funen (Fyn). Otok Bornholm je vzhodno od ostale države, v Baltskem morju. Številni večji otoki so povezani z mostovi; Øresundski most povezuje Zelandijo s Švedsko; most Great Belt povezuje Funen z Zelandijo; in most Little Belt povezuje Jutland s Funenom. Trajekti ali majhna letala se povezujejo z manjšimi otoki. Glavna mesta so glavno mesto København na Zelandiji; Århus, Aalborg in Esbjerg v Jutlandiji; in Odense na Funen.
Danska ima zmerno podnebje. To pomeni, da so zime mile in vetrovne, poletja pa hladna. Lokalni teren je na splošno raven z nekaj rahlo valovitimi ravnicami. Ozemlje Danske vključuje otok Bornholm v Baltskem morju in preostalo metropolitansko Dansko, vendar izključuje Ferske otoke in Grenlandijo. Njen položaj daje Danski popoln nadzor nad dansko ožino (Skagerrak in Kattegat), ki povezuje Baltsko in Severno morje. Naravni viri države vključujejo nafto, zemeljski plin, ribe, sol, apnenec, kredo, kamen, gramoz in pesek.

## Okolje

### Raba zemljišča
Njive: 55,99 % Trajni nasadi: 0,14 % Drugo: 42,87 % (2012)
Namakana zemlja: 4354 km² (2007)
Skupni obnovljivi vodni viri: 6 km³ (2011)
Črpanje sladke vode (gospodinjski/industrijski/kmetijski):

skupaj: 0,66 km³/leto (58 %/5 %/36 %)

na prebivalca: 118,4 m³/leto (2009)

### Melioracije
Leta 2019 je vlada predlagala izgradnjo 9 novih umetnih otokov, imenovanih projekt Holmene, ki bi ustvarili 3 kvadratne kilometre predelanega zemljišča, ki naj bi se zgradilo od leta 2022 do 2040.
Junija 2021 so zakonodajalci odobrili gradnjo 3 kvadratnih kilometrov velikega otoka, imenovanega Lynetteholm, v københavnskem pristanišču. Tiskovni predstavnik Podnebnega gibanja na Danskem (Klimabevægelsen i Danmark) je dejal, da bo organizacija tožila vlado zaradi skrbi za okolje.

### Kmetijstvo
- Danska ima veliko dežja, ravno pokrajino in zmerno podnebje. S 55,99 % zemlje, ki velja za obdelovalno, ima Danska vzorčne značilnosti za kmetijstvo. 61 % celotne površine države je obdelane.[6] Kmetije na Danskem so izjemno velike, v povprečju 172,9 hektarjev na kmetijo. Poleg tega domačije, ki presegajo 247 hektarjev, predstavljajo več kot 20 %. Mnoge od teh velikih kmetij obirajo sadje in pridelujejo zelenjavo, glavni izvoz iz Danske pa so meso, krzno in mlečni izdelki. Prehrana živali na Danskem je sestavljena predvsem iz žitaric, saj so prevladujoča poljska rastlina. 75 % vseh žit, pridelanih na Danskem, je krma za štiri največkrat pridelane živali, to so prašiči, govedo, piščanci in kune. Danska proizvede prekomerno približno 66 % proizvodnje hrane v primerjavi s svojo velikostjo prebivalstva (5,7 milijona), saj lahko nahrani 15 milijonov ljudi. To je stranski produkt visoke produktivnosti v danski kmetijski proizvodnji.
- Leta 1961 so kmetijska zemljišča Danske predstavljala 74,5 % površine. Šestinpetdeset let kasneje, do leta 2015, je Danska zmanjšala svojo količino kmetijskih zemljišč na 62,1 %[7] in nato na 61 % eno leto pozneje glede na »Dejstva in številke – dansko kmetijstvo in prehrana«. Zmanjšanje kmetijskih zemljišč je posledica dobrega izobraževanja kmetov in izvaja se intenzivna količina raziskav in razvoja. Začne se z napredkom v agrotehnologiji. Rezultati so izboljšali gnojenje in porabo hranil na obdelovalnih površinah. Prebavljivost in absorpcija hranil se razvijata z izboljšavami novih metod, ki se izvajajo. Primeri teh novih metod so dodajanje encimov in mikrobnih kultur.

### Naravne nevarnosti
Na nekaterih območjih države grozijo poplave.

### Trenutni problemi
- Onesnaženost zraka, predvsem zaradi emisij vozil in elektrarn.
- Onesnaženje Severnega morja z dušikom in fosforjem
- Pitna in površinska voda postajata onesnaženi z živalskimi odpadki in pesticidi. Pitna voda je zelo varna za pitje, čeprav Danska za razliko od večine držav skoraj nima čiščenja pitne vode.

### Mednarodni sporazumi
- Stranka: onesnaževanje zraka, onesnaževanje zraka - dušikovi oksidi, onesnaženost zraka-Žveplo 85, onesnaženost zraka-Žveplo 94, onesnaženost zraka-hlapne organske spojine, Antarktična pogodba, Biotska raznovrstnost, Podnebne spremembe, Dezertifikacija, Ogrožene vrste, Okoljske spremembe, Nevarni odpadki, Pomorsko pravo, Morsko odlaganje, Ohranjanje morskega življenja, Prepoved jedrskih poskusov, zaščita ozonskega plašča, onesnaževanje z ladij, tropski les 83, tropski les 94, mokrišča, kitolov
- Podpisano, vendar ne ratificirano: Onesnaženost zraka - obstojna organska onesnaževala, Antarktični okoljski protokol, Podnebne spremembe - Kjotski protokol

## Transnacionalna vprašanja

### Pomorske zahteve
- Mejno območje: 24 nmi (44,4 km)
- Ekontinentalni pas: 200 m globine ali do globine izkoriščanja. Izključna ekonomska cona: 105.989 km² (brez Grenlandije in Ferskih otokov). 200 nmi (370,4 km)
- Teritorialno morje: 12 nmi (22,2 km)

### Druga vprašanja
- Islandija oporeka ribiški srednji črti Ferskih otokov.
- Islandija, Irska in Združeno kraljestvo izpodbijajo trditev Danske, da epikontinentalni pas Ferskih otokov presega 200 navtičnih milj ali približno 370 km.
- Ferski otoki še naprej preučujejo predloge za popolno neodvisnost.
- Danska trenutno preiskuje obseg epikontinentalnega pasu Grenlandije v upanju, da se bo ekskluzivna gospodarska cona Grenlandije lahko razširila. Eno od raziskanih področij je geografski severni pol.

## Prebivalstvo
- Mestno prebivalstvo Danske predstavlja 87,9 % celotnega prebivalstva z 0,51-odstotno stopnjo spremembe v urbanizaciji.[8] Köbenhavn ostaja največje mesto na Danskem z 1,2 milijona prebivalcev in 1,99 milijona prebivalcev metropolitanskega območja. Köbenhavn je leta 1443 postal danska prestolnica in ima trenutno gostoto prebivalstva 6800 ljudi na kvadratni kilometer.[9][10]
- Približno četrtina Dancev živi v prestolnici Köbenhavn.[11]